# Trébabu
Trébabu (tiếng Breton: Trebabu) là một xã của tỉnh Finistère, thuộc vùng Bretagne, miền tây bắc Pháp.

## Dân số
Người dân ở Trébabu được gọi là Trébabusiens.